# Manuel Cárdenas Moreno
Manuel Cárdenas Moreno (Trebujena, 1969) es un político español, alcalde de Trebujena desde 1994 a 2012. Ha sido el alcalde que más a durado en el pueblo, llegando a ejercer 18 años como regidor.

## Biografía
Es licenciado en Derecho por la Universidad de Cádiz. Empezó como concejal en el Ayuntamiento de Trebujena, cargo que se desempeñó desde 1991 a 1994, siendo después alcalde de dicha localidad hasta 2012. Entre 2012 a 2015 se desempeñó como delegado territorial de Fomento y Vivienda de la Junta de Andalucía. 
Desde 2008 a 2016 fue coordinador provincial de Izquierda Unida Los Verdes-Convocatoria por Andalucíay vicepresidente de la Mancomunidad de Municipios del Bajo Guadalquivir.
En las elecciones municipales de 1994, tras la dimisión de Juan Antonio Oliveros Riverola, Izquierda unida vuelve a ganar las elecciones, con el 2.065 de los votos, mientras que el Partido Socialista Obrero Español consigue 1.115 y el Partido Popular obtiene 539, siendo investido alcalde.
En las elecciones municipales de 2012, IU vuelve a ganar con mayoría absoluta, obteniendo 2.173 de los votos, mientras que el PSOE consiguió 1.270, el PP, 583 votos, renunciando a la alcaldía, y siendo sucedido por Jorge David Rodríguez Pérez.